# خطوط قفوية
الخطوط القفوية  (بالإنجليزية: Nuchal lines)‏ هي أربعة خطوط منحنية على السطح الخارجي لصدفة العظم القذالي:
- الخط القفوي الأعلى (بالإنجليزية: highest nuchal line)‏
- الخط القفوي العلوي (بالإنجليزية: superior nuchal line)‏
- الخط القفوي الناصف (بالإنجليزية: median nuchal line)‏
- الخط القفوي السفلي (بالإنجليزية: inferior nuchal line)‏